# Garrulax cineraceus
El charlatán ceniciento (Garrulax cineraceus) es una especie de ave paseriforme de la familia Leiothrichidae endémica de las montañas del sureste de Asia.

## Distribución y hábitat
Se encuentra únicamente en las montañas que hay entre Birmania y la India y las estribaciones orientales del Himalaya del suroeste de China. Su hábitat natural son los bosques húmedos de montaña subtropicales.